# 貝爾謝巴戰役

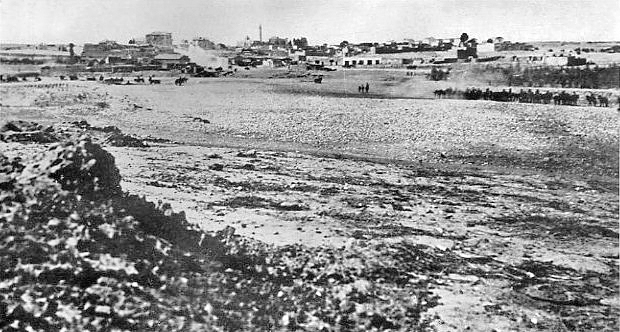
貝爾謝巴戰役

贝尔谢巴战役是第一次世界大战期間的一場戰役。1917年10月31日，駐扎在別是巴的奥斯曼帝国耶尔德勒姆集团军遭到大英帝国的埃及远征军攻擊，別是巴也被埃及远征军佔領。此次戰役也拉開了大英帝国西奈及巴勒斯坦战役南巴勒斯坦攻势的序幕。